# La Fregeneda
La Fregeneda è un comune spagnolo di 532 abitanti situato nella comunità autonoma di Castiglia e León.